# PH del suelo
El pH del suelo es una medida de la acidez o alcalinidad en los suelos. El pH se define como el logaritmo (base 10) negativo de la actividad de los iones hidronio (H+
 o, más precisamente, H
3O+
aq) en una solución. El índice varía de 1 a 14, siendo 7 neutro. Un pH por debajo de 7 es ácido y por encima de 7 es básico (alcalino).
El pH del suelo es considerado como una de las principales variables en los suelos, ya que controla muchos procesos químicos que en este tienen lugar. Afecta específicamente la disponibilidad de los nutrientes de las plantas, mediante el control de las formas químicas de los nutrientes. El rango de pH óptimo para la mayoría de las plantas oscila entre 5,5 y 7,0, sin embargo muchas plantas se han adaptado para crecer a valores de pH fuera de este rango.

Variaciones globales en el pH del suelo. Rojo = suelo ácido. Amarillo = suelo neutro. Azul = suelo alcalino. Negro = sin datos.

## Clasificación de los rangos de pH de los suelos
El Servicio de Conservación de Recursos Naturales(en inglés, "Natural Resources Conservation Service", y anteriormente "Soil Conservation Service") del Departamento de Agricultura de los Estados Unidos, clasifica los rangos de pH del suelo de la siguiente manera:

| Denominación             | Rango de pH |
| ------------------------ | ----------- |
| Ultra ácido              | < 3.5       |
| Extremadamente ácido     | 3.5–4.4     |
| Muy fuertemente ácido    | 4.5–5.0     |
| Fuertemente ácido        | 5.1–5.5     |
| Moderadamente ácido      | 5.6–6.0     |
| Ligeramente ácido        | 6.1–6.5     |
| Neutro                   | 6.6–7.3     |
| Ligeramente alcalino     | 7.4–7.8     |
| Moderadamente alcalino   | 7.9–8.4     |
| Fuertemente alcalino     | 8.5–9.0     |
| Muy fuertemente alcalino | > 9.0       |